# Melastoma malabathricum
Espèce
Classification APG III (2009)
Melastoma malabathricum, le Rhododendron de Malabar ou Rhododendron de Singapour, est une espèce de plantes à fleurs du genre Melastoma et de la famille des Melastomatacées. C'est un arbuste tropical originaire d'Asie, d'Australie et de Polynésie et qui a été introduite dans d'autres régions tropicales du monde.

## Répartition et habitat
Melastoma malabathricum est originaire d'Asie tropicale, de Polynésie et d'Australie. L'espèce a été introduite comme plante ornementale à Hawaï en 1916.
Son aire de répartition actuelle comprend de nombreux pays tropicaux et subtropicaux, notamment : Chine (Fujian, Guangdong, Guangxi, Guizhou, Hainan, Hunan, Jiangxi, Sichuan, Tibet, Yunnan, Zhejiang), Taïwan, Indonésie, Japon, Birmanie, Cambodge, Laos, Inde, Malaisie péninsulaire, Népal, Philippines, Thaïlande et Viêt Nam, Singapour, Nouvelle-Calédonie,.
L'espèce est considérée comme une plante envahissante dans certaines régions, notamment aux États-Unis, où elle est classée comme « noxious weed » (mauvaise herbe nuisible),.

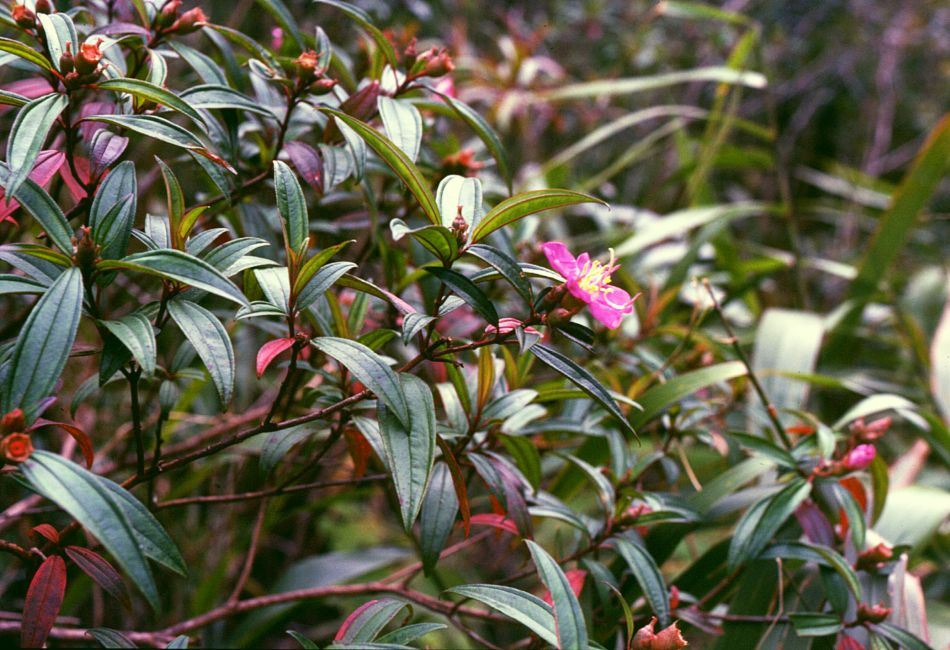
Arbuste Melastoma malabathricum, Parc national de Preah Monivong (Parc national de Bokor), Cambodge

Cet arbuste se rencontre généralement entre 100 et 2800 m d'altitude, dans les champs et prairies, ainsi que dans les bosquets et forêts clairsemées.

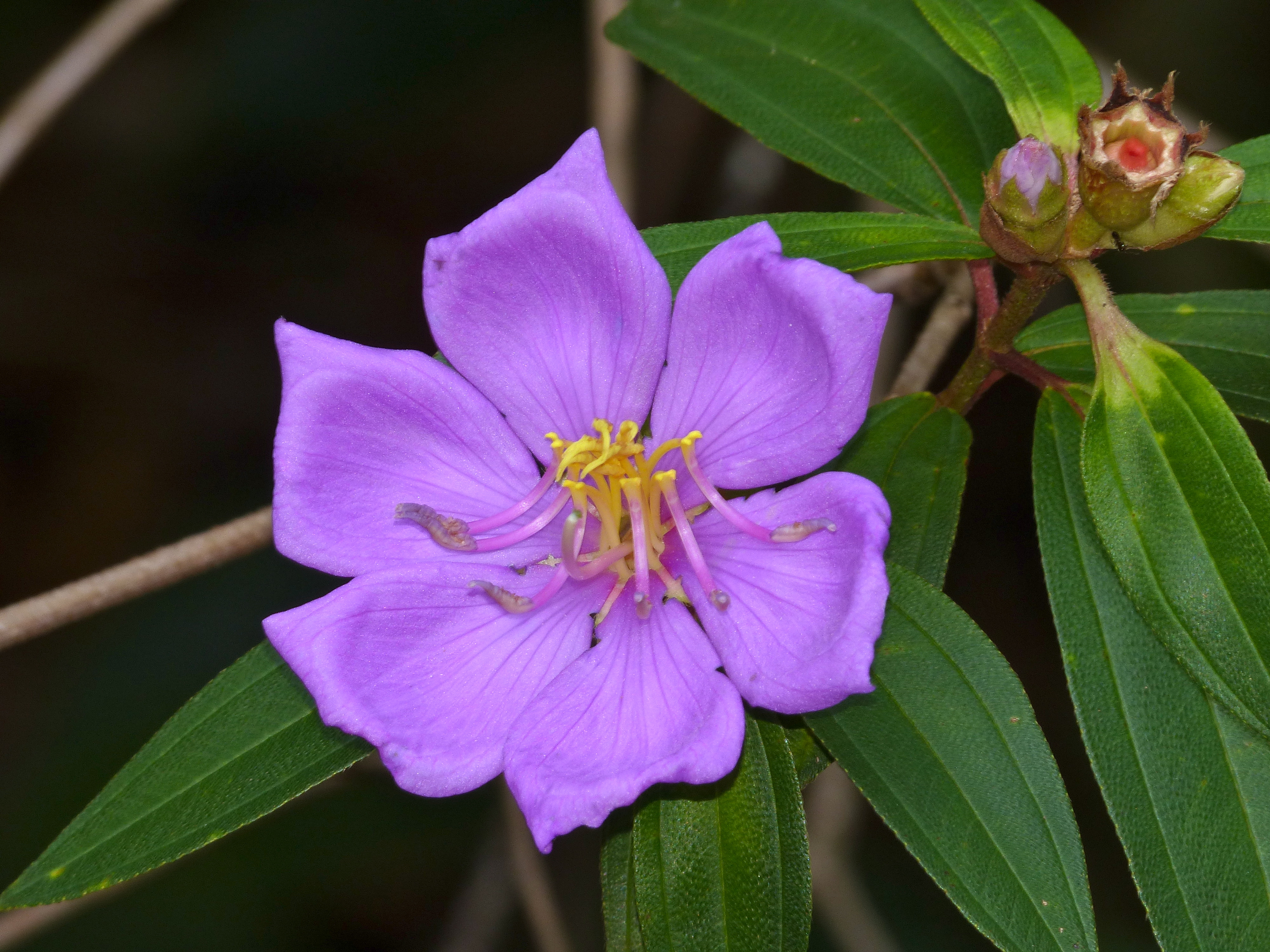
Détail de la fleur, Sarawak, Malaisie

## Description

Rhododendron de Singapour, Jardin botanique de la reine Sirikit, Thaïlande
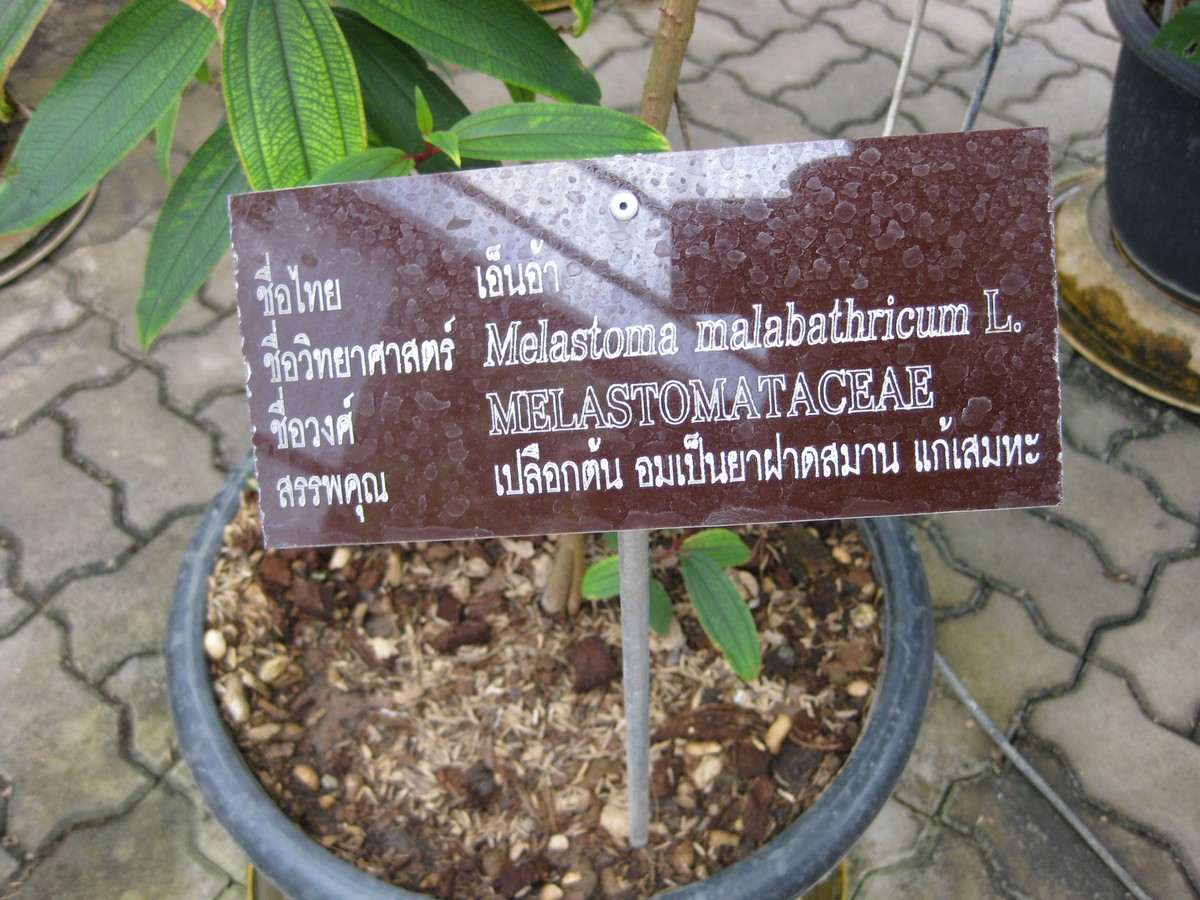
Panneau descriptif en langue siamoise.
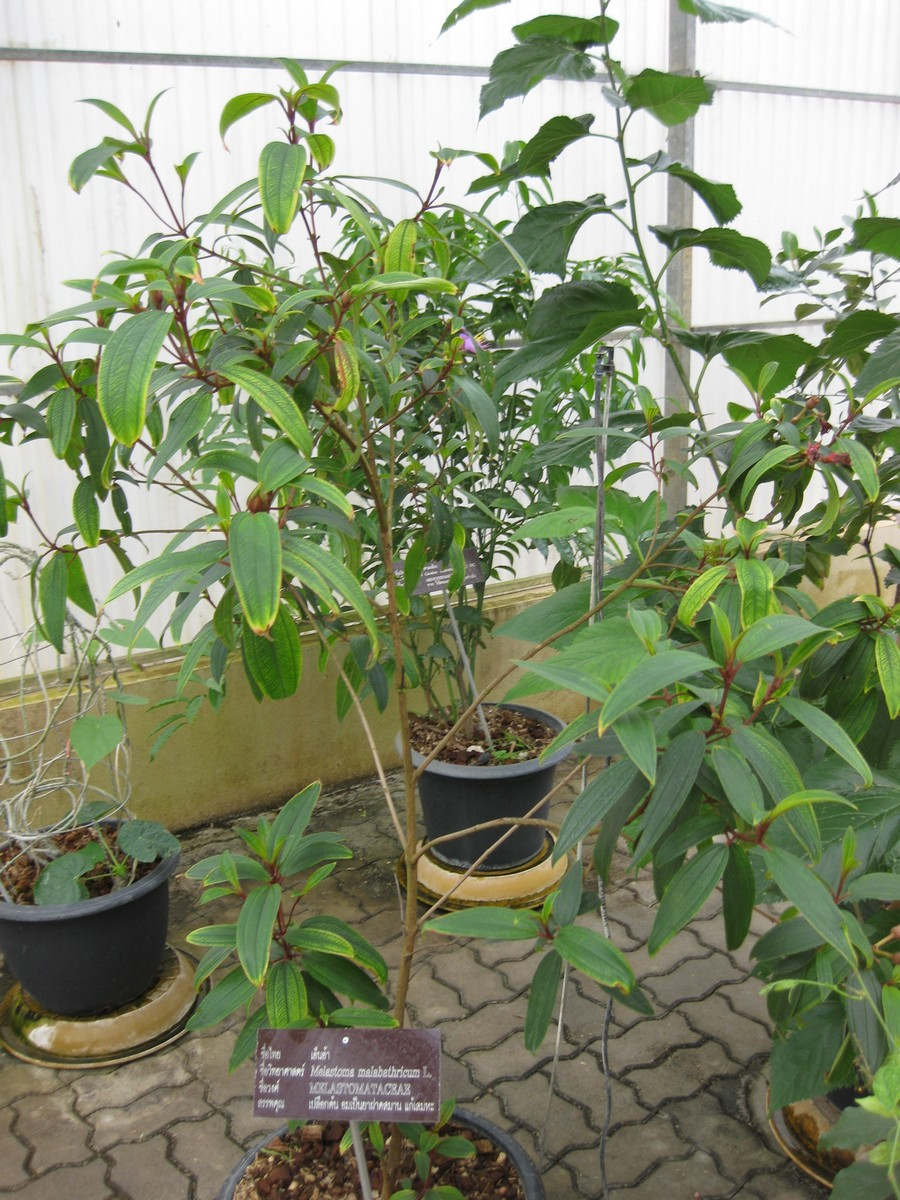
Vue d'ensemble d'un jeune plant.
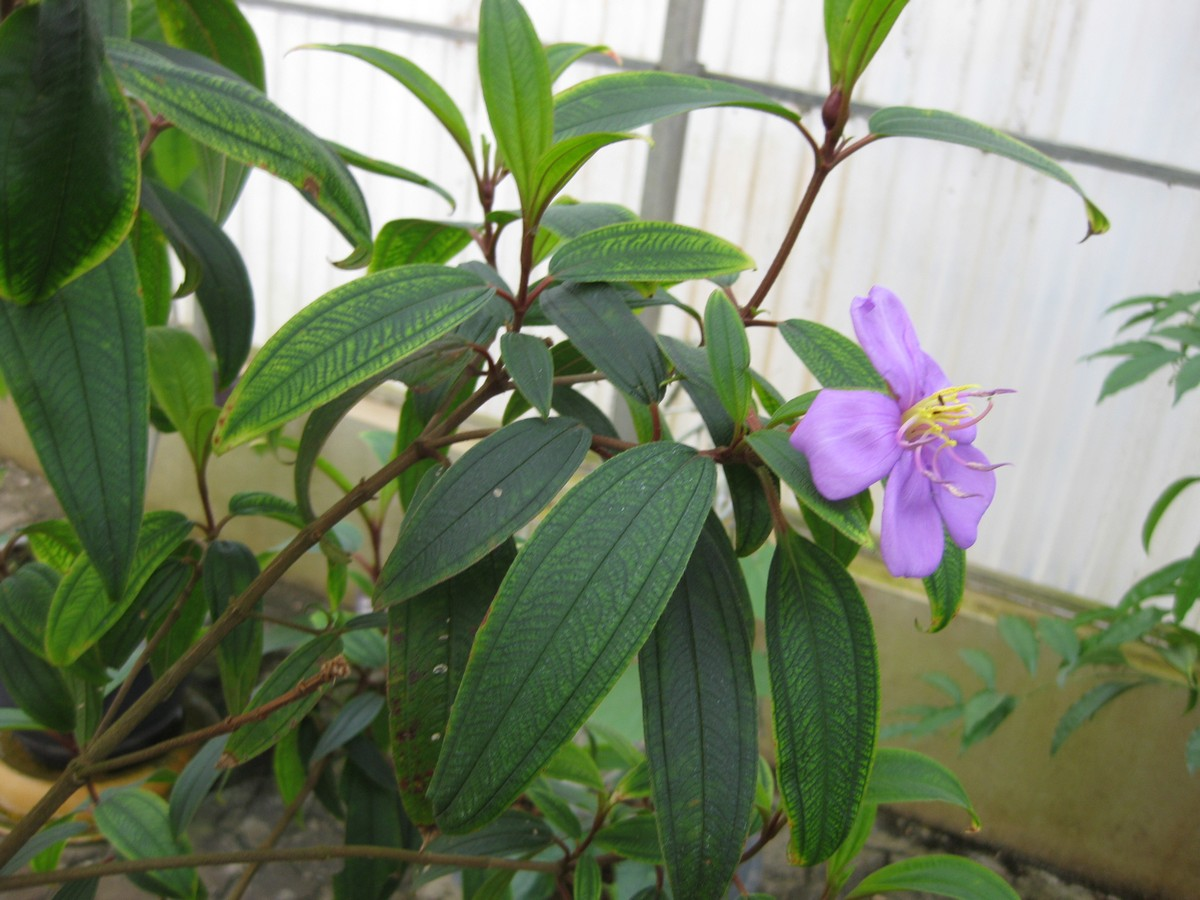
Fleur.
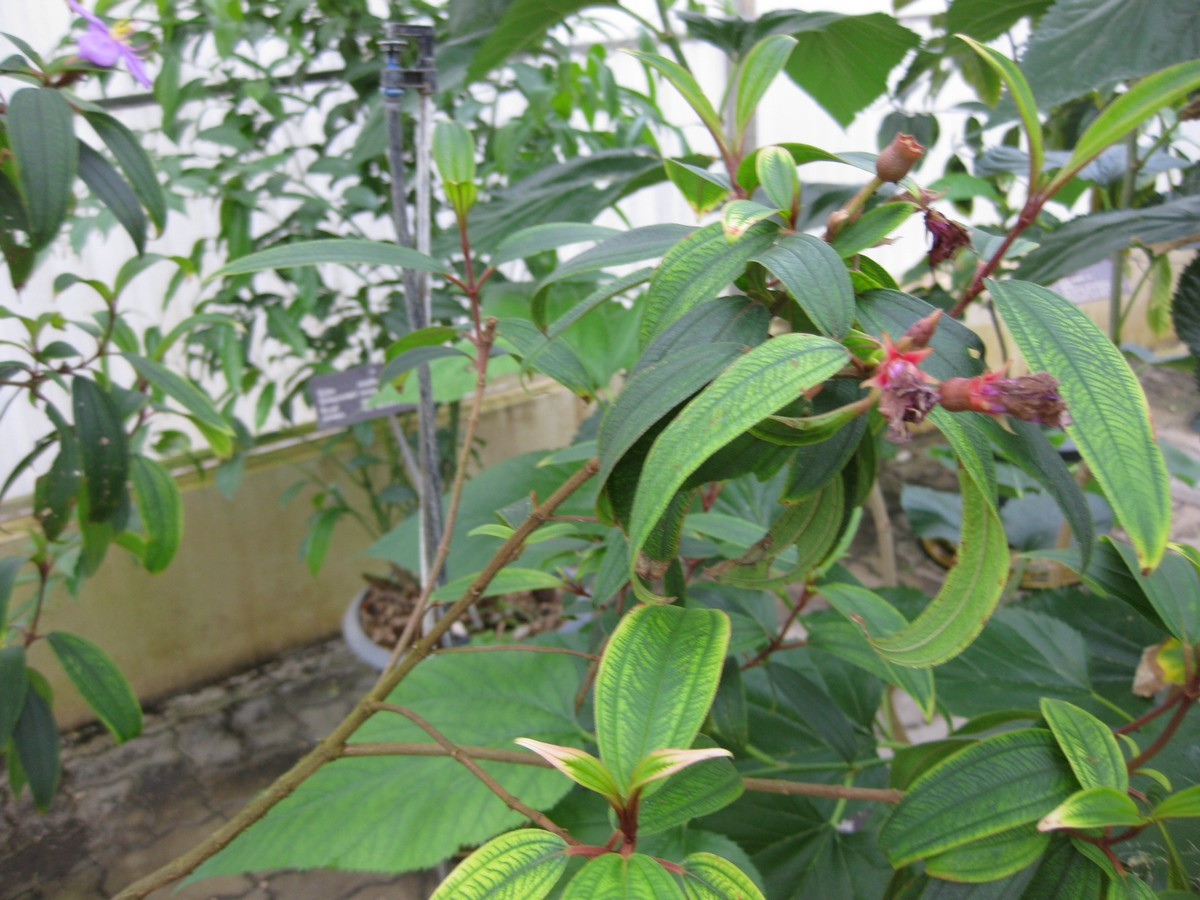
Fleurs fanées.